# Zandvoorde (Zonnebeke)
Zandvoorde is een dorp in de Belgische provincie West-Vlaanderen en een deelgemeente van Zonnebeke. Zandvoorde is een land- en tuinbouwdorp, in het golvend landschap in het zuiden van de provincie.

## Geschiedenis
De oudste vermelding gaat terug tot 990, als Sanfort. "Voorde" is een doorwaadbare plaats. Zandvoorde ligt op een heuvel en lag in de nabijheid van de Romeinse heirweg die in Kruiseke passeerde. Om meerdere redenen zal het dus een veilige vestigingsplaats zijn geweest. Naast de kerk had ook de adel in Zandvoorde invloed.
In 1102 werd het patronaatsrecht van de kerk toegekend aan de Abdij van Voormezele. Dit gebeurde door de bisschop van Terwaan wiens macht ook in Zandvoorde zeer bepalend was. De Geuzenstorm en Inquisitie hadden een grote invloed op het dorp.
Van het "kasteel van Zandvoorde" zijn enkel nog sporen in de vorm van een WO I-gedenkplaat, een waterpoel en een grafsteen van vroegere kasteelheren te zien.
In de 19de eeuw was taalgrensdorp Zandvoorde het toneel van een school- en taalstrijd.
Zandvoorde werd geheel verwoest tijdens de Eerste Wereldoorlog en vanaf 1921 vond wederopbouw plaats.
Collaboratie en verzet tijdens de Tweede Wereldoorlog liggen ook hier nog altijd gevoelig. Repressie trof een aantal families en dat leeft onderhuids verder in het collectieve geheugen. Bron: Bert VERBEKE, Toen harten één waren uit liefde voor het ouderhuis en Vlaanderen, Tielt, 2000.
In 1971 fusioneerde taalgrensdorp Zandvoorde met Geluveld, tot die gemeente in 1977 bij Zonnebeke werd gevoegd en Zandvoorde een deelgemeente van Zonnebeke werd.
Land- en tuinbouw vormen er nog steeds een heel belangrijke economische activiteit. De inwoners zijn qua administraties, boodschappen, cultuur, gezondheid, onderwijs, welzijn voor een groot deel afhankelijk van en gericht op Groot Zonnebeke en de nabije steden Ieper, Roeselare, Comines/Komen en Wervik. Er zijn nog een broodautomaat, 2 volkse herbergen, een eigentijdse feestzaal met pluktuin en wijngaard, een kapsalon, meerdere B&B's en vakantiehuizen, een erfgoedhalte en sinds 2022 ook een dorpspunt in het oude gemeentehuis dat een kleine winkel, gelagzaal en buitenterras heeft. Zandvoorde is tot 5 januari 2024 met het openbaar vervoer bereikbaar met de Lijnbus 89 Ieper-Komen en met de belbus. Vanaf 6 januari 2024 gaat een nieuwe regeling in voege.

## Demografische ontwikkeling
- Bronnen:NIS, Opm:1831 tot en met 1970=volkstellingen; 1976 = inwoneraantal op 31 december

## Bezienswaardigheden

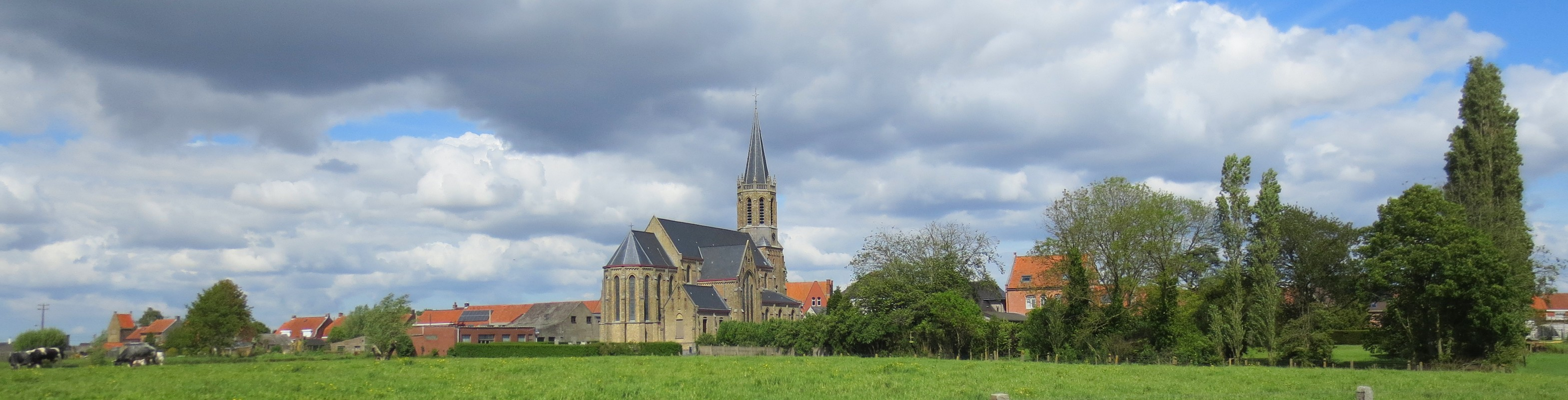
Uitzicht op Zandvoorde en omgeving

- De Sint-Bartholomeuskerk. De driebeukige neogotische kerk dateert uit 1923-1925 en vervangt de oude kerk die in de Eerste Wereldoorlog werd vernield. Het Sint-Corneliusbeeld dateert van 1665.
- Op de Britse militaire begraafplaats Zantvoorde British Cemetery en het Kerkhof van Zandvoorde liggen gesneuvelden uit de Eerste Wereldoorlog.
- The Household Cavalry Monument, een monument ter herinnering aan de soldaten van het Household Cavalry Regiment die sneuvelden tijdens de verdediging van Zandvoorde tegen de Duitsers, eind oktober 1914. Men is nog altijd op zoek naar veel van de gesneuvelden die nooit terug gevonden zijn[4].
- Er is nog een Duitse commandobunker aanwezig.[5]

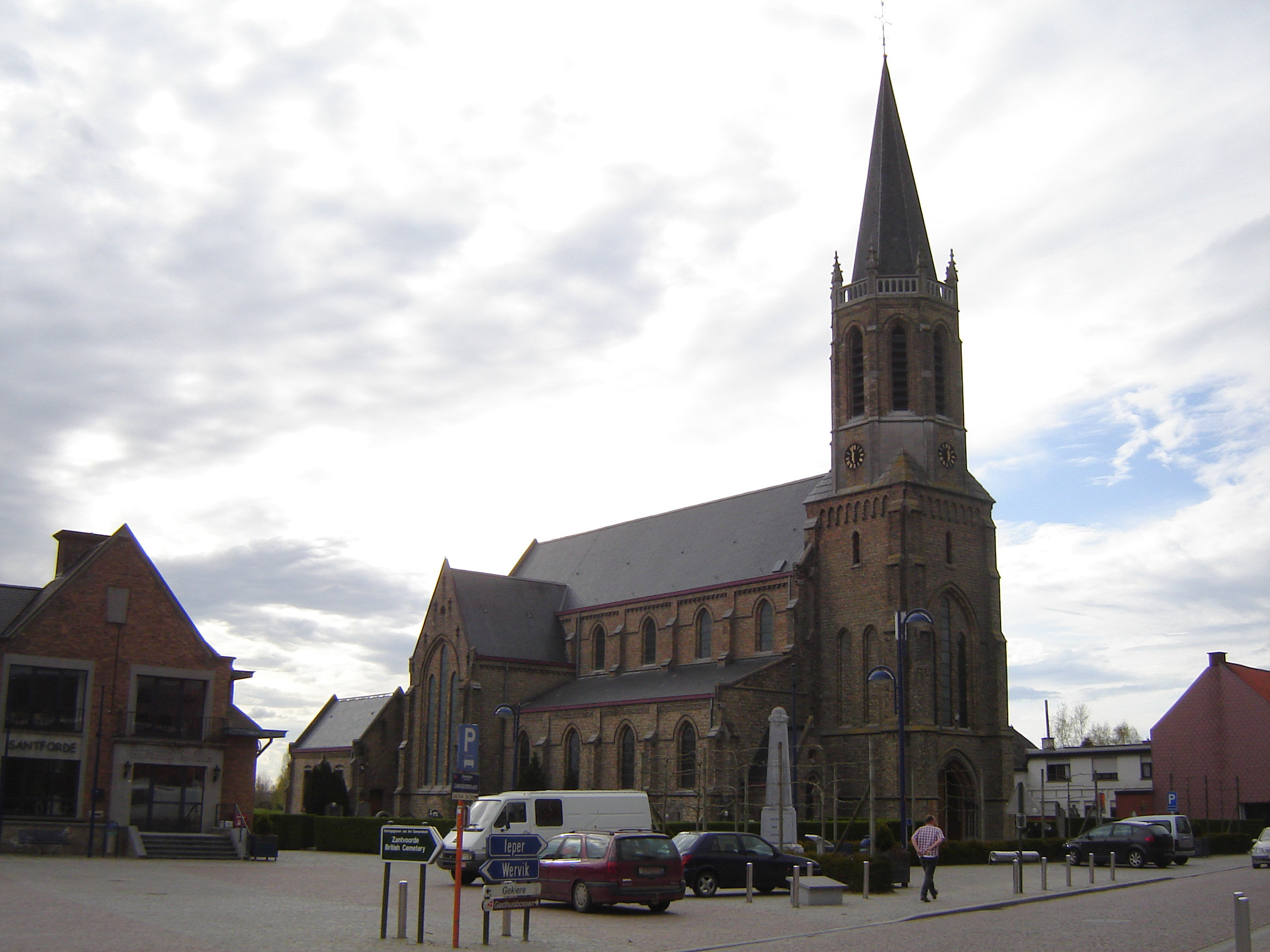
Marktplein en Sint-Bartholomeuskerk
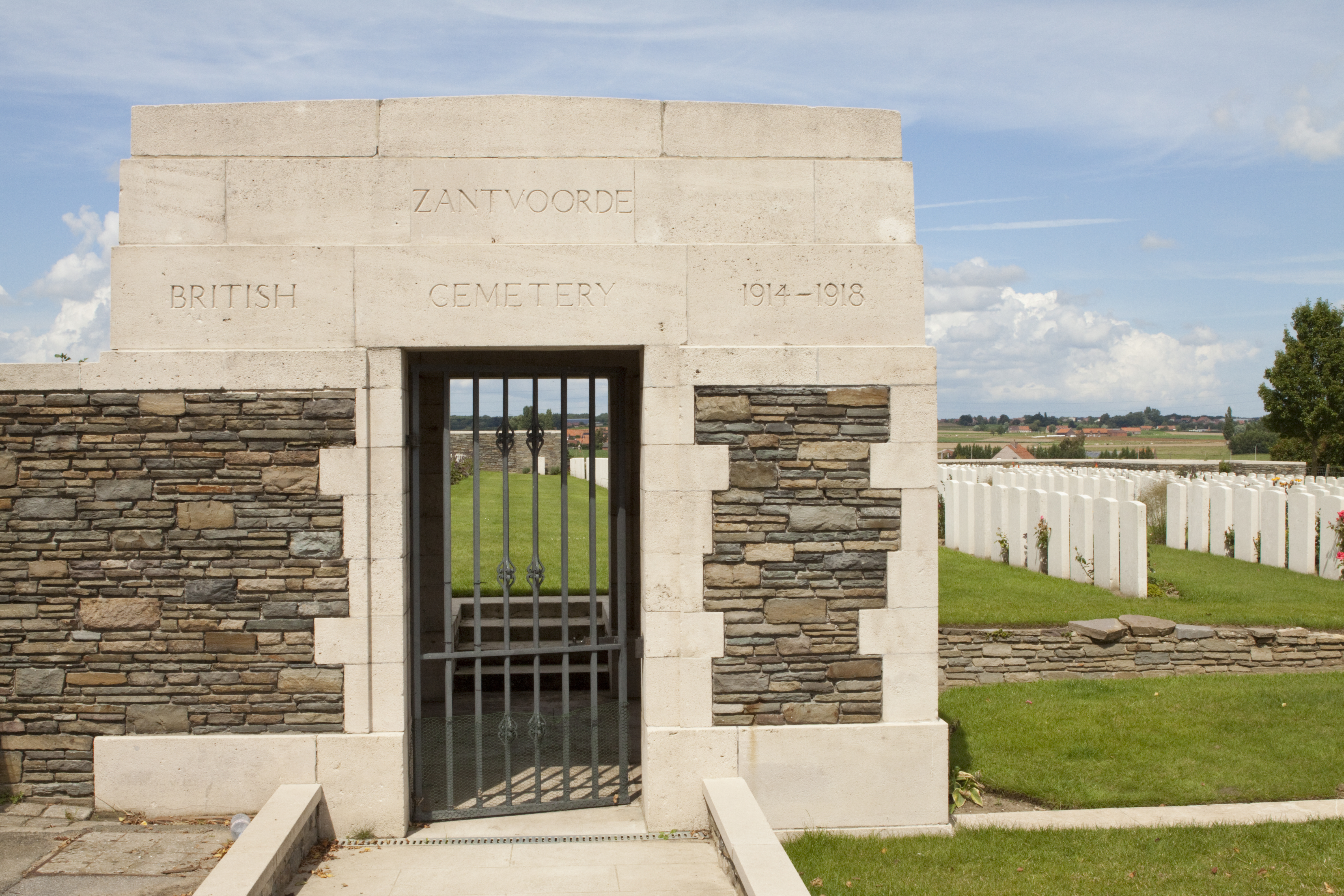
Zantvoorde British Cemetery

## Natuur en landschap
Zandvoorde ligt in Zandlemig Vlaanderen met de kom op een hoogte van ongeveer 42 meter. In het zuiden loopt de Gaverse Beek en in het westen de Bassevillebeek. Zandvoorde behoort tot de ankerplaats: Ieperse vestingen en omgeving, bossen ten zuiden en heuvelrug Wijtschate-Mesen. Naar het noordwesten vindt men de Gasthuisbossen en het domein Palingbeek.

## Bekende Zandvoordenaars
- Romain Brel, de vader van chansonnier Jacques Brel, werd hier geboren. Op zijn geboortehuis is een gedenkplaat aangebracht. De familie Brel was lange tijd een van de families die in het economische en politieke leven een grote rol speelden. De laatste Brel, Geny Brel, verliet Zandvoorde in 1998. Ze is na haar dood in 1999 wel in Zandvoorde begraven. [6]
- Pierre Morel-Danheel, lid van het Belgisch Nationaal Congres.
- Roger Bouteca, politicus

## Trivia
- Meer in het noorden van de provincie ligt een ander dorpje met de naam Zandvoorde, een deelgemeente van Oostende.

## Nabijgelegen kernen
Ten Brielen, Kruiseke, Geluveld, Zillebeke, Hollebeke, Houthem